# Liste der denkmalgeschützten Objekte in Frýdštejn
Grundlage dieser Liste der denkmalgeschützten Objekte in Frýdštejn ist die ÚSKP-Liste (Ústřední seznam kulturních památek České republiky, deutsch Zentrale Liste der Kulturdenkmäler der Tschechischen Republik), die von der tschechischen Denkmalschutzbehörde NPÚ (Národní památkový ústav, deutsch Nationale Denkmalbehörde) seit 1987 geführt wird und an die seit dem Jahr 1850 geschaffenen Listen anschließt.

## Denkmalgeschützte Objekte in Frýdštejn nach Ortsteilen

### Frýdštejn(Friedstein)
| Lage                                          | Objekt            | Beschreibung                                                | ÚSKP-Nr.                  | Bild           |
| --------------------------------------------- | ----------------- | ----------------------------------------------------------- | ------------------------- | -------------- |
| Frýdštejn (Standort)                          | Burg Frýdštejn    | Burgruine Frýdštejn                                         | 22899/5-16 Info Katalog   | weitere Bilder |
| Frýdštejn 37 (Standort)                       | Bauernhaus Nr. 37 | Bauerngehöft                                                | 14082/5-17 Info Katalog   | weitere Bilder |
| Frýdštejn, unterhalb der Burgruine (Standort) | Kapelle           | Kapelle                                                     | 32669/5-18 Info Katalog   | weitere Bilder |
| Frýdštejn, Ondříkovice (Standort)             | Drábovna          | Burg – Felsenburg Drábovna, zerstört, archäologische Spuren | 42080/5-4800 Info Katalog | Drábovna       |

### Bezděčín (Bösching)
| Lage                            | Objekt                 | Beschreibung           | ÚSKP-Nr.               | Bild           |
| ------------------------------- | ---------------------- | ---------------------- | ---------------------- | -------------- |
| Bezděčín, bei Nr. 38 (Standort) | Säule mit Marienstatue | Säule mit Marienstatue | 20089/5-8 Info Katalog | weitere Bilder |

### Sestroňovice (Sestronowitz)
| Lage                               | Objekt           | Beschreibung                  | ÚSKP-Nr.                  | Bild           |
| ---------------------------------- | ---------------- | ----------------------------- | ------------------------- | -------------- |
| Sestroňovice 1 (Standort)          | Bauernhaus Nr. 1 | Bauerngehöft ohne Wohnbereich | 33436/5-10 Info Katalog   | weitere Bilder |
| Sestroňovice, bei Nr. 6 (Standort) | Bildstock        | Bildstock                     | 30415/5-5044 Info Katalog | weitere Bilder |